# (23880) Tongil
(23880) Tongil est un astéroïde de la ceinture principale.

## Description
(23880) Tongil est un astéroïde de la ceinture principale. Il fut découvert le 18 septembre 1998 à Younchun par T. H. Lee. Il présente une orbite caractérisée par un demi-grand axe de 2,67 UA, une excentricité de 0,17 et une inclinaison de 12,8° par rapport à l'écliptique.

## Compléments